# Йохан Михаел Бах
Вижте пояснителната страница за други личности с името Бах.
Йохан Михаел Бах (на немски: Johann Michael Bach е немски композитор от бароковата епоха. Той е брат на Йохан Кристоф Бах (1671 – 1721) и е тъст на композитора Йохан Себастиан Бах, тъй като е баща на Мария Барбара Бах.
Йохан Михаел е роден в Арнщат, като син на Хайнрих Бах, пра-чичо на Йохан Себастиан Бах. През 1673 г., Йохан Михаел става органист в Герен, където живее до смъртта си. Той композира музика, прави музикални инструменти, включително клавесини. Някои от неговите най-прочути творби са кантатите: „Ach, bleib bei uns, Herr Jesu Christ“, „Liebster Jesu, hör mein Flehen“ и „Ach, wie sehnlich wart' ich der Zeit“.